# Autobusna linija br. 219 u Zagrebu
Linija 219 (Glavni kolodvor – Sloboština) dnevna je autobusna linija u Zagrebu.
Prometuje radnim danom na trasi: Glavni kolodvor – Trg Stjepana Radića – Ulica Hrvatske bratske zajednice – Most slobode – Avenija Većeslava Holjevca – Avenija Dubrovnik – Ulica SR Njemačke – Bolšićeva ulica – Sloboština
Jedna je od autobusnih linija koja povezuje Novi Zagreb s Glavnim kolodvorom gdje se ostvaruje presjedanje na vlak ili tramvaj. Ulazi u središte Sloboštine, a prolazi uz Središće, Sopot, Travno i Dugave.
Linija ne prometuje vikendom i praznicima. Kao zamjena, tim danima linija 229 prolazi kroz Sloboštinu.

## Vanjske poveznice
- Vozni red linije 219

1. ↑  Datoteke u GTFS formatu. zet.hr. Pristupljeno 5. lipnja 2025. - Sadrži informacije tijela javne vlasti u skladu s Otvorenom dozvolom